# Lijst van beelden in Hulst
Dit is een (onvolledige) chronologische lijst van beelden in Hulst. Onder een beeld wordt hier verstaan elk driedimensionaal kunstwerk in de openbare ruimte van de Nederlandse gemeente Hulst, waarbij beeld wordt gebruikt als verzamelbegrip voor sculpturen, standbeelden, installaties, gedenktekens en overige beeldhouwwerken.
Voor een volledig overzicht van de beschikbare afbeeldingen zie: Beelden in Hulst op Wikimedia Commons.
| Geplaatst | Omschrijving                                          | Kunstenaar                        | Straat                                     | Plaats        | Materiaal      | Afbeelding |
| --------- | ----------------------------------------------------- | --------------------------------- | ------------------------------------------ | ------------- | -------------- | ---------- |
| 1922      | Watersnoodmonument 1906                               | Dirk Wolbers                      | Hulsterweg                                 | Kloosterzande | zandsteen      |            |
| 1926      | Heilig Hartbeeld                                      | Jan Custers                       | Dorpsstraat                                | Graauw        |                |            |
| 1938      | Reynaertmonument                                      | Antoine Damen                     | Gentse Poort                               | Hulst         |                |            |
| 1969      | De gevallen krijger                                   | Guido Metsers                     | Glacisweg                                  | Hulst         | brons          |            |
| 1976      | Twee jonge mensen                                     | Guido Metsers                     | De Verrekijker/Geslechtendijk              | Sint Jansteen | steen          |            |
| 1980      | De Mol                                                | Guido Metsers                     | Nobelplein                                 | Nieuw-Namen   |                |            |
| 1984      | Sloeber (Isaak Abraham Fenijn (1889-1951), landloper) | Omer Gielliet                     | "s Gravenstraat 169-170 (St. Henricuskerk) | Clinge        | hout           |            |
| 1993      | De Fontein                                            | Wies de Bles en Martin McNamara   | Lange Bellingstraat                        | Hulst         | brons en steen |            |
| 1996      | De Stuiker                                            | Alfons d' Hooghe                  | Julianastraat                              | Heikant       |                |            |
| 1999      | Als de vos de passie preekt...                        | Chris Ferket                      | Grote Markt                                | Hulst         |                |            |
| 2001      | De Vlaskeerster                                       | Alfons d' Hooghe                  | Julianastraat                              | Heikant       |                |            |
| 2003      | Monument Watersnoodramp 1953                          | Ronny Ivens                       | Zeedijk/Kruisstraat (Kruisdorp)            | Kloosterzande | graniet        |            |
| 2005      | Tamboer en Vaandeldrager                              | Gerard Brouwer                    | Gentse Poort                               | Hulst         | brons          |            |
| 2005      | Boze soldaten                                         | Gerard Brouwer                    | De Statie                                  | Hulst         | brons          |            |
| 2005      | Ravelijn                                              | Kathleen Verhegge en Ronald Maets | Keldermanspoort                            | Hulst         | brons          |            |
| 2008      | Oorlogsmonument                                       | Luc Ingels                        | Hof te Zandeplein                          | Kloosterzande | natuursteen    |            |
| 2005      | Het beduimelde boek                                   | Luc Ingels                        | Grote Markt                                | Hulst         | steen          |            |